# Società Sportiva Sambenedettese 1957-1958
Questa pagina raccoglie le informazioni riguardanti la Società Sportiva Sambenedettese nelle competizioni ufficiali della stagione 1957-1958.

## Rosa
| N. |                   | Ruolo | Calciatore         |
| -- | ----------------- | ----- | ------------------ |
|    | Italia (bandiera) | D     | Renato Alberti     |
|    | Italia (bandiera) | D     | Alberto Astraceli  |
|    | Italia (bandiera) | A     | Giuseppe Barbieri  |
|    | Italia (bandiera) | A     | Angelo Bortolon    |
|    | Italia (bandiera) | C     | Salvatore Bronzini |
|    | Italia (bandiera) | A     | Angelo Buratti     |
|    | Italia (bandiera) | D     | Gastone Celio      |
|    | Italia (bandiera) | C     | Alberto Clementoni |
|    | Italia (bandiera) | C     | Romano Di Bari     |
|    | Italia (bandiera) | A     | Rino Di Fraia      |
|    | Italia (bandiera) | P     | Biagio Dreossi     |

| N. |                   | Ruolo | Calciatore        |
| -- | ----------------- | ----- | ----------------- |
|    | Italia (bandiera) | A     | Virginio Guidazzi |
|    | Italia (bandiera) | A     | Ugo Lorenzi       |
|    | Italia (bandiera) | C     | Luciano Marchetti |
|    | Italia (bandiera) | A     | Guglielmo Mecozzi |
|    | Italia (bandiera) | A     | Luciano Padoan    |
|    | Italia (bandiera) | P     | Edo Patregnani    |
|    | Italia (bandiera) | C     | Andreino Repetti  |
|    | Italia (bandiera) | A     | Livio Rimbaldo    |
|    | Italia (bandiera) | C     | Elio Rossi        |
|    | Italia (bandiera) | A     | Aldo Santoni      |
|    | Italia (bandiera) | C     | Francesco Villa   |

## Risultati

### Serie B

#### Girone di andata
| 15 settembre 1957 1ª giornata | Lecco | 0 – 0 | Sambenedettese |  |

| 22 settembre 1957 2ª giornata | Sambenedettese | 1 – 1 | Simmenthal-Monza |  |

| 29 settembre 1957 3ª giornata | Sambenedettese | 1 – 5 | Triestina |  |

| 6 ottobre 1957 4ª giornata | Parma | 0 – 0 | Sambenedettese |  |

| 13 ottobre 1957 5ª giornata | Novara | 1 – 1 | Sambenedettese |  |

| 20 ottobre 1957 6ª giornata | Sambenedettese | 0 – 0 | Palermo |  |

| 27 ottobre 1957 7ª giornata | Sambenedettese | 2 – 0 | Catania |  |

| 3 novembre 1957 8ª giornata | Messina | 1 – 0 | Sambenedettese |  |

| 10 novembre 1957 9ª giornata | Sambenedettese | 2 – 0 | Marzotto Valdagno |  |

| 17 novembre 1957 10ª giornata | Taranto | 1 – 0 | Sambenedettese |  |

| 24 novembre 1957 11ª giornata | Sambenedettese | 0 – 0 | Brescia |  |

| 8 dicembre 1957 12ª giornata | Cagliari | 2 – 2 | Sambenedettese |  |

| 15 dicembre 1957 13ª giornata | Prato | 1 – 0 | Sambenedettese |  |

| 29 dicembre 1957 14ª giornata | Sambenedettese | 0 – 2 | Como |  |

| 5 gennaio 1958 15ª giornata | Sambenedettese | 2 – 1 | Zenit Modena |  |

| 12 gennaio 1958 16ª giornata | Bari | 1 – 0 | Sambenedettese |  |

| 19 gennaio 1958 17ª giornata | Sambenedettese | 0 – 1 | Venezia |  |

#### Girone di ritorno
| 26 gennaio 1958 18ª giornata | Sambenedettese | 2 – 1 | Lecco |  |

| 2 febbraio 1958 19ª giornata | Simmenthal-Monza | 4 – 0 | Sambenedettese |  |

| 9 febbraio 1958 20ª giornata | Triestina | 2 – 0 | Sambenedettese |  |

| 16 febbraio 1958 21ª giornata | Sambenedettese | 3 – 0 | Parma |  |

| 23 febbraio 1958 22ª giornata | Sambenedettese | 0 – 0 | Novara |  |

| 2 marzo 1958 23ª giornata | Palermo | 0 – 0 | Sambenedettese |  |

| 9 marzo 1958 24ª giornata | Catania | 0 – 0 | Sambenedettese |  |

| 16 marzo 1958 25ª giornata | Sambenedettese | 2 – 1 | Messina |  |

| 30 marzo 1958 26ª giornata | Marzotto Valdagno | 6 – 0 | Sambenedettese |  |

| 6 aprile 1958 27ª giornata | Sambenedettese | 1 – 0 | Taranto |  |

| 13 aprile 1958 28ª giornata | Brescia | 4 – 0 | Sambenedettese |  |

| 20 aprile 1958 29ª giornata | Sambenedettese | 1 – 0 | Cagliari |  |

| 27 aprile 1958 30ª giornata | Sambenedettese | 0 – 0 | Prato |  |

| 4 maggio 1958 31ª giornata | Como | 1 – 1 | Sambenedettese |  |

| 11 maggio 1958 32ª giornata | Zenit Modena | 2 – 0 | Sambenedettese |  |

| 18 maggio 1958 33ª giornata | Sambenedettese | 2 – 3 | Bari |  |

| 25 maggio 1958 34ª giornata | Venezia | 3 – 2 | Sambenedettese |  |

## Statistiche

### Statistiche di squadra
| Competizione | Punti | In casa | In casa | In casa | In casa | In casa | In casa | In trasferta | In trasferta | In trasferta | In trasferta | In trasferta | In trasferta | Totale | Totale | Totale | Totale | Totale | Totale | DR  |
| Competizione | Punti | G       | V       | N       | P       | Gf      | Gs      | G            | V            | N            | P            | Gf           | Gs           | G      | V      | N      | P      | Gf     | Gs     | DR  |
| ------------ | ----- | ------- | ------- | ------- | ------- | ------- | ------- | ------------ | ------------ | ------------ | ------------ | ------------ | ------------ | ------ | ------ | ------ | ------ | ------ | ------ | --- |
| Serie B      | 28    | 17      | 8       | 5       | 4       | 19      | 15      | 17           | 0            | 7            | 10           | 6            | 29           | 34     | 8      | 12     | 14     | 25     | 44     | -19 |

### Statistiche dei giocatori
| Giocatore     | Serie B  | Serie B |
| Giocatore     | Presenze | Reti    |
| ------------- | -------- | ------- |
| R. Alberti    | 1        | 0       |
| A. Astraceli  | 29       | 0       |
| G. Barbieri   | 34       | 6       |
| A. Bortolon   | 5        | 0       |
| S. Bronzini   | 5        | 0       |
| A. Buratti    | 29       | 4       |
| G. Celio      | 33       | 0       |
| A. Clementoni | 29       | 0       |
| R. Di Bari    | 21       | 0       |
| R. Di Fraia   | 24       | 2       |
| B. Dreossi    | 33       | -43     |
| V. Guidazzi   | 26       | 6       |
| U. Lorenzi    | 1        | 0       |
| L. Marchetti  | 14       | 0       |
| G. Mecozzi    | 17       | 4       |
| L. Padoan     | 7        | 2       |
| E. Patregnani | 1        | -1      |
| A. Repetti    | 19       | 0       |
| L. Rimbaldo   | 4        | 0       |
| E. Rossi      | 20       | 0       |
| A. Santoni    | 13       | 0       |
| F. Villa      | 9        | 0       |